# Urania surinamensis
Urania surinamensis är en fjärilsart som beskrevs av William Swainson. Urania surinamensis ingår i släktet Urania och familjen Uraniidae. Inga underarter finns listade i Catalogue of Life.